# Forshem
Forshem är kyrkbyn i Forshems socken och en småort i Götene kommun, Västergötland. Den ligger omkring fyra km öster om Hällekis. I Forshem finns den medeltida kyrkan Forshems kyrka.
Förbi Forshem drogs i slutet av 1800-talet Mariestad–Kinnekulle Järnväg och senare Kinnekulle–Lidköpings järnväg där Forshem var slutstation. Idag stannar Västtågen på Kinnekullebanan på ortens station.
I Forshem ligger Forshems Gästgivaregård.

## Bildgalleri

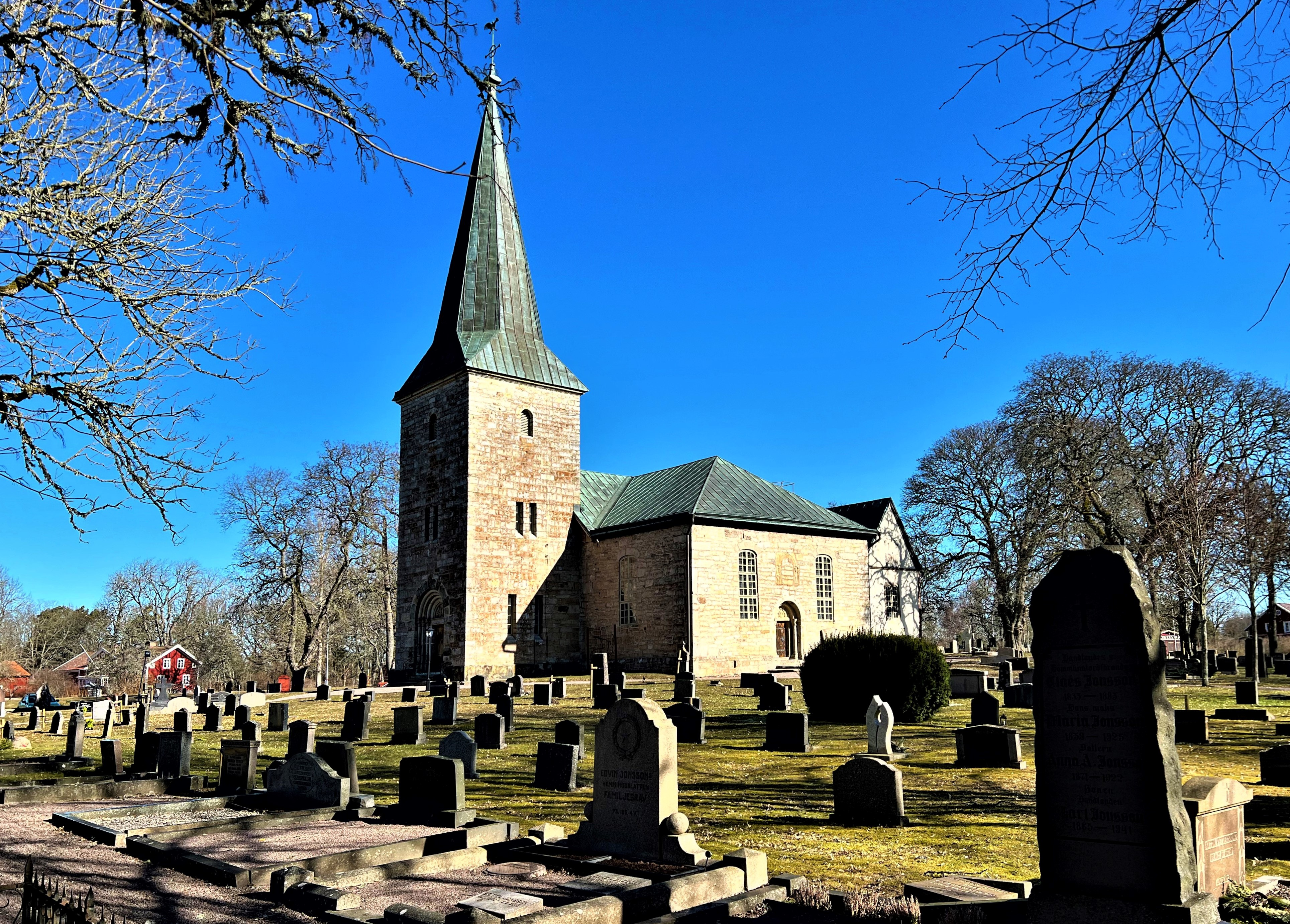
Forshems kyrka
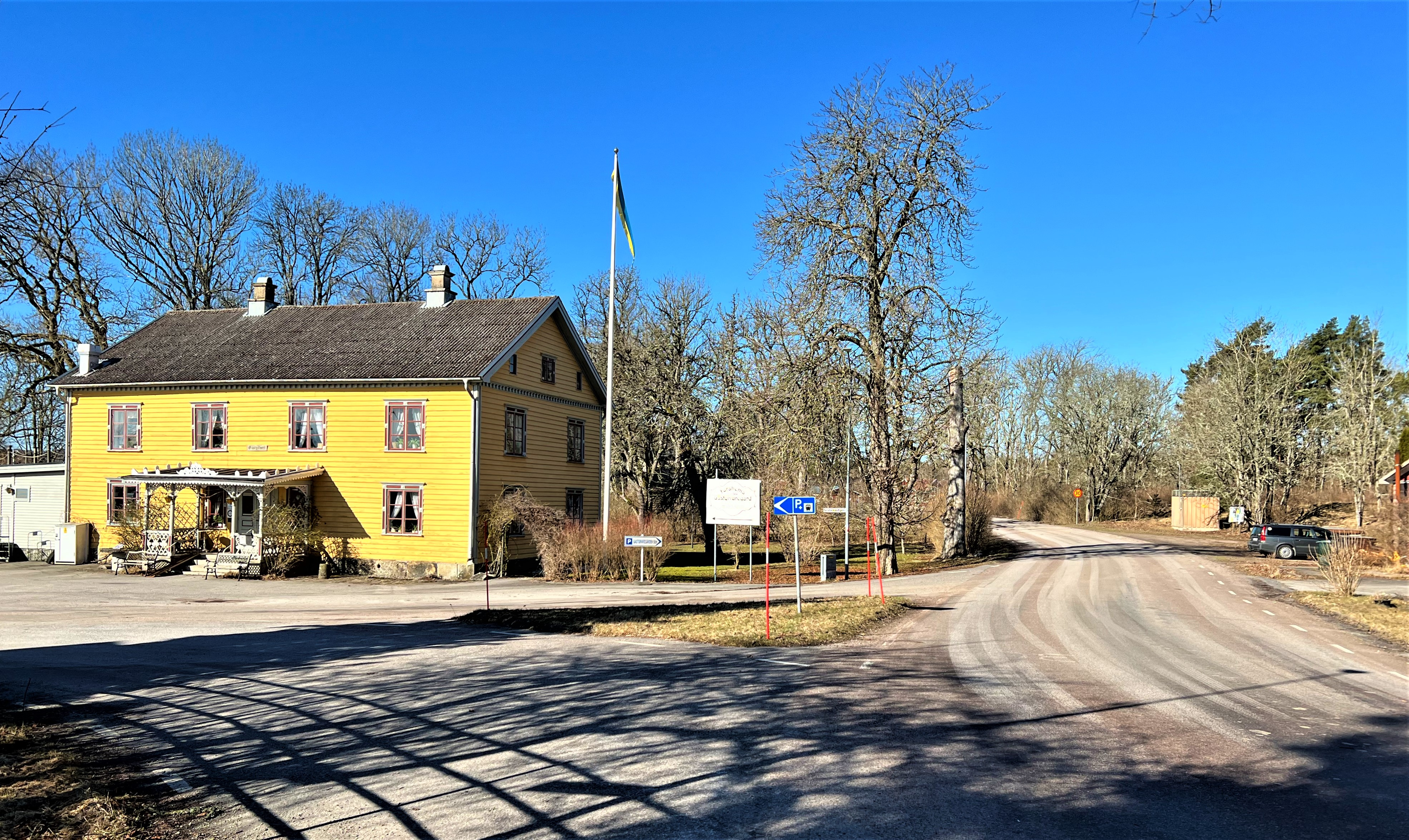
Forshems Gästgivaregård
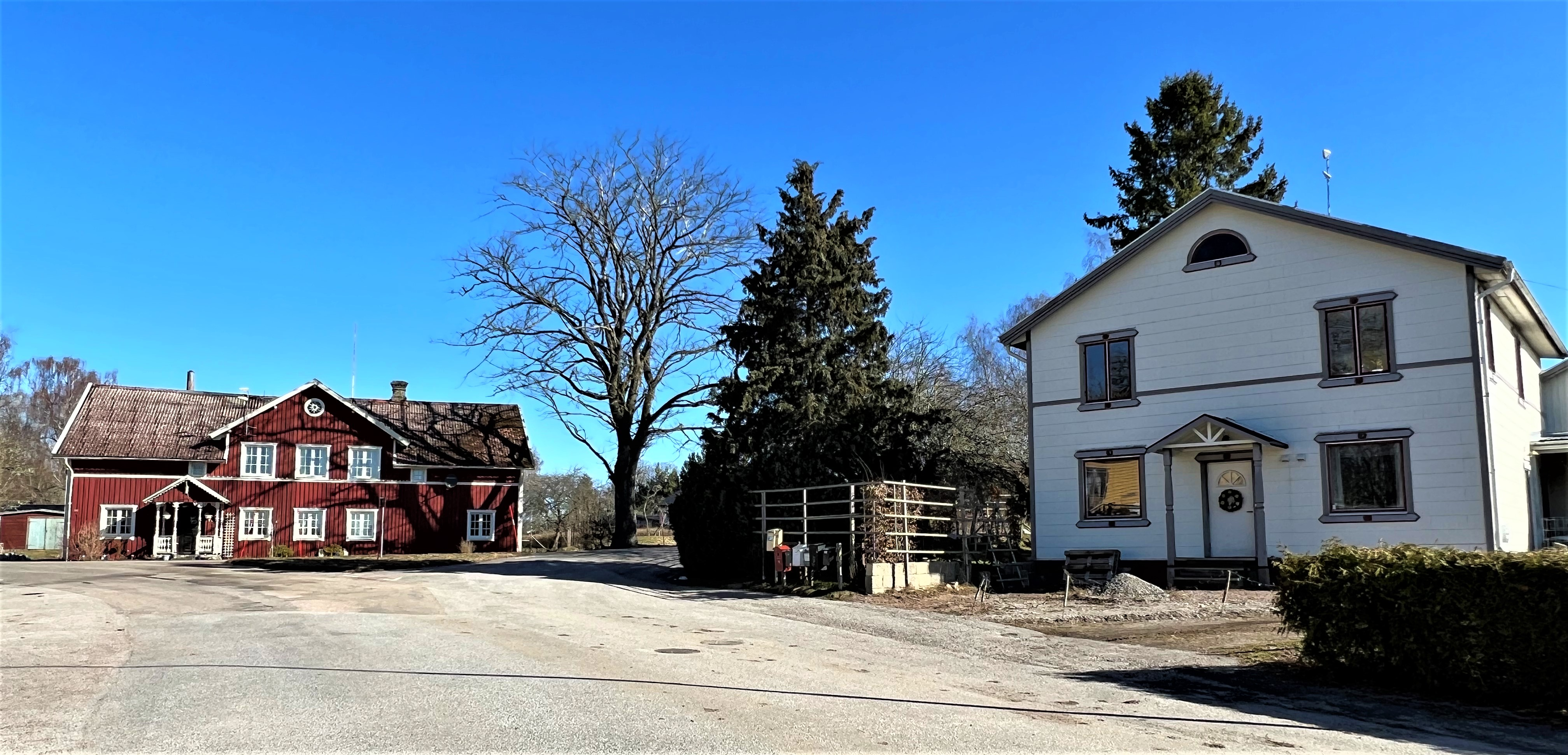
Tidigare ICA-affär och tidigare  Coop mitt emot Forshems gästgivaregård
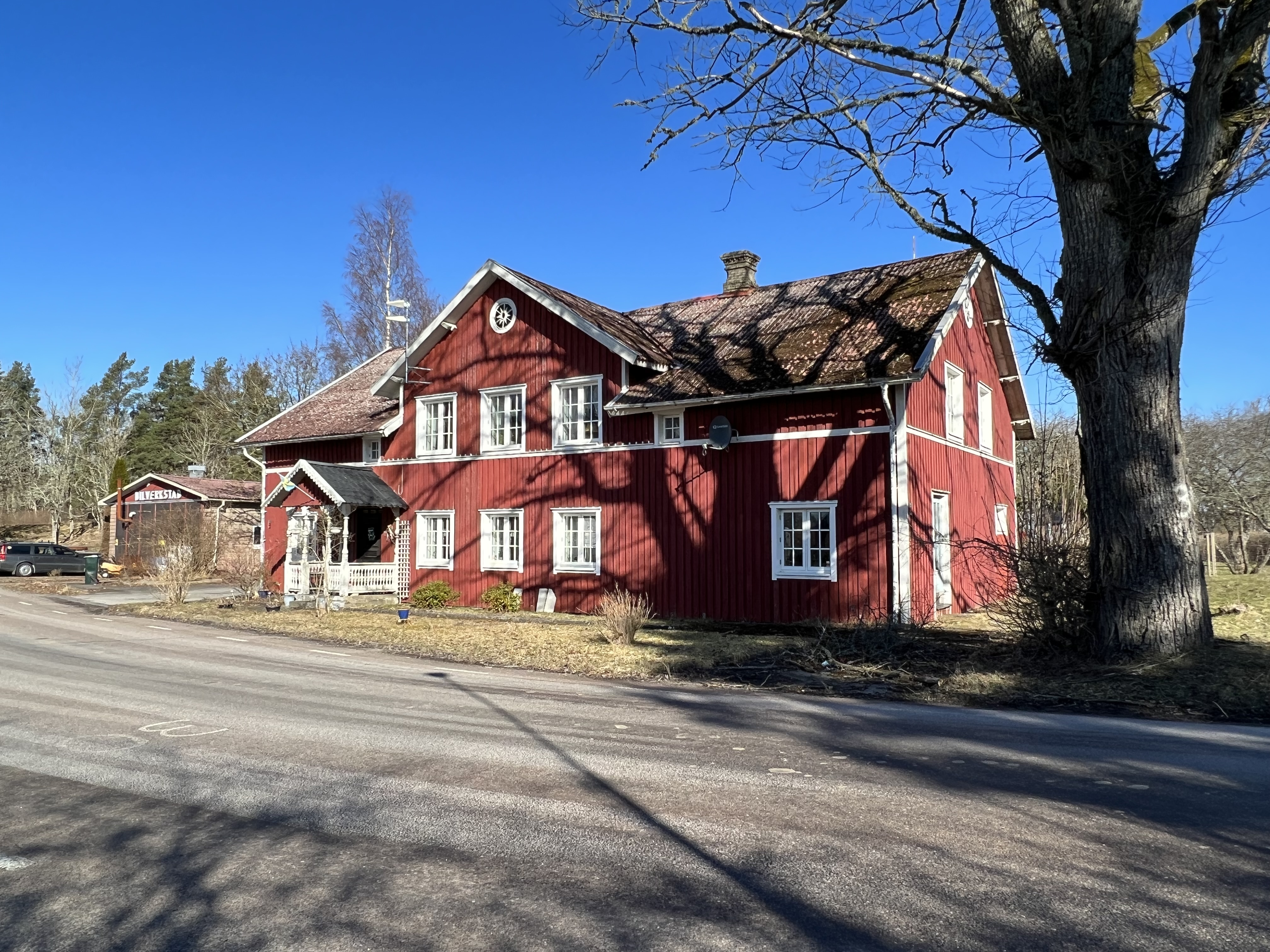
Tidigare ICA-affär vid Forshemsvägen